# Col de Cambalès
Pour les articles homonymes, voir Cambalès (homonymie).
Le col de Cambalès  est un col de montagne pédestre des Pyrénées à 2 706 mètres d'altitude, dans le Lavedan, dans le département français des Hautes-Pyrénées en Occitanie.
Il relie la vallée d'Arrens, à l’ouest, à la petite vallée du Marcadau puis la vallée de Cauterets à l'est.

## Géographie
Le col de Cambalès est situé entre le Peyregnets de Cambalès (2 822 m) au nord et le pic de Cambalès (2 965 m) au sud. Il surplombe les lacs de Cambalès à l’est.

## Protection environnementale
Le col est situé dans le parc national des Pyrénées et fait partie d'une zone naturelle protégée, classée ZNIEFF de type 1.

## Voies d'accès
Le versant ouest est accessible depuis le  lac du Tech, suivre l'itinéraire du port de la Peyre Saint-Martin.
Sur le versant est, on y accède depuis le pont d'Espagne par la vallée du Marcadau. Au départ du refuge Wallon par le sentier des lacs du Cambalès.